# شيلبيفيل (كنتاكي)
شيلبيفيل (بالإنجليزية: Shelbyville, Kentucky)‏ هي مدينة تقع في مقاطعة شيلبي (كنتاكي) بولاية كنتاكي في وسط جنوب شرق الولايات المتحدة. تأسست عام 1792، تبلغ مساحة هذه المدينة 19.8 (كم²)، وترتفع عن سطح البحر 232 م، بلغ عدد سكانها 14045 نسمة في عام 2010 حسب إحصاء مكتب تعداد الولايات المتحدة وتصل الكثافة السكانية فيها 716.6 نسمة/كم2.

## التركيبة السكانية
حدّد مكتب تعداد الولايات المتحدة بيانات التركيبة السكانية لشيلبيفيل في تعداد الولايات المتحدة. في ما يلي، التركيبة السكانية حسب تعدادي 2000 و2010.

### تعداد عام 2000
بلغ عدد سكان شيلبيفيل 10,085 نسمة بحسب تعداد عام 2000، وبلغ عدد الأسر 3,822 أسرة وعدد العائلات 2,551 عائلة مقيمة في المدينة. في حين سجلت الكثافة السكانية 437 نسمة لكل كيلومتر مربع (1,131.8/ميل2). وبلغ عدد الوحدات السكنية 4,117 وحدة بمتوسط كثافة قدره 178.4 لكل كيلومتر مربع (462.1/ميل2).
وتوزع التركيب العرقي للمدينة بنسبة 74.97% من البيض و16.35% من الأمريكيين الأفارقة و0.33% من الأمريكيين الأصليين و0.53% من الأمريكيين ذوي الأصول الآسيوية و0.33% من سكان جزر المحيط الهادئ و4.99% من الأعراق الأخرى و2.51% من عرقين مختلطين أو أكثر و9.51% من الهسبانيون أو اللاتينيون من أي عرق.
بلغ عدد الأسر 3,822 أسرة كانت نسبة 38.5% منها لديها أطفال تحت سن الثامنة عشر تعيش معهم، وبلغت نسبة الأزواج القاطنين مع بعضهم البعض 45.6% من أصل المجموع الكلي للأسر، ونسبة 16.6% من الأسر كان لديها معيلات من الإناث دون وجود شريك، بينما كانت نسبة 4.5% من الأسر لديها معيلون من الذكور دون وجود شريكة وكانت نسبة 33.3% من غير العائلات. تألفت نسبة 26.7% من أصل جميع الأسر من عدة أفراد يعيشون في نفس المنزل ونسبة 9.9% كانت تتألف من شخص يعيش بمفرده يبلغ من العمر 65 عاماً أو أكثر. وبلغ متوسط حجم الأسرة المعيشية 2.54، أما متوسط حجم العائلات فبلغ 3.03.
بلغ العمر الوسطي للسكان 31.6 عاماً. وكانت نسبة 26.3% من القاطنين تحت سن الثامنة عشر، وكانت نسبة 10.8% بين الثامنة عشر والرابعة والعشرين عاماً، ونسبة 32% كانت واقعةً في الفئة العمرية ما بين الخامسة والعشرين والرابعة والأربعين عاماً، ونسبة 18.1% كانت ما بين الخامسة والأربعين والرابعة والستين، ونسبة 9% كانت ضمن فئة الخامسة والستين عاماً فما فوق. يوجد لكل 100 أنثى 96.6 ذكر، ويوجد لكل 100 أنثى في الثامنة عشر من عمرها فما فوق 92.4 ذكر.
بلغ متوسط دخل الأسرة في المدينة 37,607 دولارًا، أما متوسط دخل العائلة فبلغ 44,481 دولارًا. وكان متوسط دخل الذكور 30,913 دولارًا مقابل 24,710 دولارًا للإناث. وسجل دخل الفرد الخاص بالمدينة 17,461 دولارًا. وكانت نسبة 12.5% من العائلات ونسبة 15.5% من السكان تحت خط الفقر، وكان من هؤلاء نسبة 21.3% تحت سن الثامنة عشر ونسبة 14.3% في الخامسة والستين من العمر وما فوق.

### تعداد عام 2010
بلغ عدد سكان شيلبيفيل 14,045 نسمة بحسب تعداد عام 2010، وبلغ عدد الأسر 5,235 أسرة وعدد العائلات 3,562 عائلة مقيمة في المدينة. في حين سجلت الكثافة السكانية 608.5 نسمة لكل كيلومتر مربع (1,576.0/ميل2). وبلغ عدد الوحدات السكنية 5,781 وحدة بمتوسط كثافة قدره 250.5 لكل كيلومتر مربع (648.8/ميل2).
وتوزع التركيب العرقي للمدينة بنسبة 74.51% من البيض و12.79% من الأمريكيين الأفارقة و0.47% من الأمريكيين الأصليين و0.78% من الأمريكيين ذوي الأصول الآسيوية و0.17% من سكان جزر المحيط الهادئ و7.77% من الأعراق الأخرى و3.51% من عرقين مختلطين أو أكثر و17.76% من الهسبانيون أو اللاتينيون من أي عرق.
بلغ عدد الأسر 5,235 أسرة كانت نسبة 40.3% منها لديها أطفال تحت سن الثامنة عشر تعيش معهم، وبلغت نسبة الأزواج القاطنين مع بعضهم البعض 44.7% من أصل المجموع الكلي للأسر، ونسبة 17.6% من الأسر كان لديها معيلات من الإناث دون وجود شريك، بينما كانت نسبة 5.8% من الأسر لديها معيلون من الذكور دون وجود شريكة وكانت نسبة 32% من غير العائلات. تألفت نسبة 25.4% من أصل جميع الأسر من عدة أفراد يعيشون في نفس المنزل ونسبة 9.1% كانت تتألف من شخص يعيش بمفرده يبلغ من العمر 65 عاماً أو أكثر. وبلغ متوسط حجم الأسرة المعيشية 2.66، أما متوسط حجم العائلات فبلغ 3.15.
بلغ العمر الوسطي للسكان 32.6 عاماً. وكانت نسبة 28.7% من القاطنين تحت سن الثامنة عشر، وكانت نسبة 9.2% بين الثامنة عشر والرابعة والعشرين عاماً، ونسبة 30.6% كانت واقعةً في الفئة العمرية ما بين الخامسة والعشرين والرابعة والأربعين عاماً، ونسبة 21.7% كانت ما بين الخامسة والأربعين والرابعة والستين، ونسبة 9.9% كانت ضمن فئة الخامسة والستين عاماً فما فوق. وتوزع التركيب الجنسي للسكان بنسبة 48.7% ذكور و51.3% إناث.

## أعلام
- جيمس أرمسترونغ
- روبرت أ. لونغ
- ألبرت إس. ويليس
- أيه جاي سلاتر
- بارني برايت
- بادي ريان

## وصلات خارجية
- shelbyvillekentucky.com
- The US50 - Cities and Towns in Kentucky State